# Camille Lemonnier

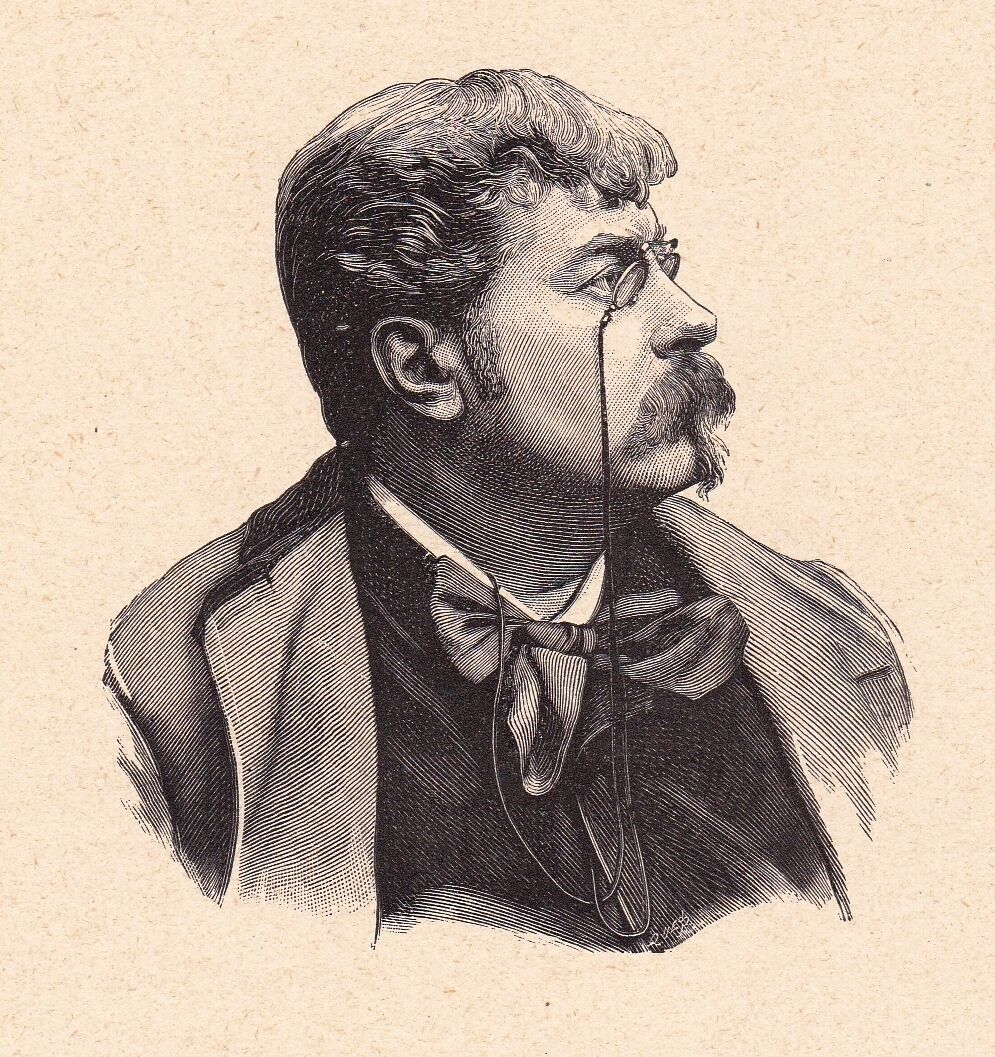
Camille Lemonnier

Camille Lemonnier (* 24. März 1844 in Ixelles; † 13. Juni 1913 in Brüssel) war ein belgischer Erzähler des Naturalismus.

## Leben und Wirken
Camille Lemonnier studierte Rechtswissenschaften und bekam nach erfolgreichem Abschluss eine Anstellung bei der Regierungsverwaltung. Bereits während seines Studiums begann er, literarische Texte zu verfassen und nach einigen Jahren kündigte er seinen Brotberuf, um sich nur noch dem Schreiben zu widmen.
Er war Mitglied der Gruppe „La Jeune Belgique“. Zu seinen belletristischen Hauptwerken zählen u. a. Happe-chair (1886) und Le Vent dans les moulins (1901); in seinen Sachbüchern setzte er sich u. a. mit Gustave Courbet, Salon de Bruxelles oder Claude Monet auseinander.

## Werke (Auswahl)
Kinder- und Jugendbücher
- Jack & Murph.
  - deutsch: Jack und Murph (Koneges Kinderbücher; Bd. 14). Konegen, Wien 1919.

Romane
- Un coin de village. 1879.
  - deutsch: Ein Dorfwinkel. Erzählung. Diederichs, Jena 1913.
- Un mâle. 1881.
  - deutsch: Irrweg einer Liebe. Roman. Verlag der Nation, Berlin 1971.
- Happe-chair. 1886.
  - deutsch: Der eiserne Moloch. Roman. Verlag Der Bücherkreis, Berlin 1928.
- L'homme en amour. 1897.
  - deutsch: Die Liebe im Menschen. Aus d. Französischen v. Paul Adler, eingeleitet v. Stefan Zweig. (= Kulturhistorische Liebhaberbibliothek, 10.) Leipzig-Reudnitz: Hegner o. J. [1903].
- Le vent dans les moulins. 1901.
  - deutsch: Es geht ein Wind durch die Mühlen. Roman. Verlag der Bücherkreis, Berlin 1928.

Sachbücher
- Salon de Bruxelles. 1863.
- Nos Flamands. 1869.
- Paris – Berlin. 1870.
- G. Courbet et ses œuvres. 1878.
- Constantin Meunier. Sculpteur et peintre. Paris 1904.
- Les Charniers.
  - deutsch: Aus den Tagen von Sedan Juncker Verlag, Berlin 1921 (mit einem Vorwort von Bertha von Suttner)